# Ernst Sachs (podnikatel)
Ernst Sachs (22. listopadu 1867 Konstanz-Petershausen – 2. července 1932 Schweinfurt) byl německý podnikatel, průmyslník, cyklista a vynálezce volnoběžného náboje s protišlapnou brzdou jízdního kola.
Ernst Sachs byl také tajným komerčním radou a získal i čestné občanství města Schweinfurt.

## Život
Vyučil se nástrojařem ve Stuttgartu, Schwenningenu a Esslingenu. Poté pracoval jako přesný mechanik ve Frankfurtu nad Mohanem. Zde se setkal s bratry Opelovými z Rüsselsheimu. Sachs se usadil ve Schweinfurtu a oženil se zde s dcerou Wilhelma Höpflingera, spoluzakladatele průmyslové výroby kuličkových ložisek ve městě.
V roce 1894 přihlásil Sachs svůj první patent náboje jízdního kola. O rok později založil společně s úspěšným obchodníkem Karlem Fichtelem společnost Schweinfurter Präcisions-Kugellager-Werke Fichtel & Sachs. Zabývali se výrobou a především dalším zdokonalováním nábojů jízdních kol a kuličkových ložisek prodávaných pod značkou „Sachs-Lager“. V roce 1903 patentoval Sachs revoluční volnoběžný náboj „Torpedo“, který se stal na desetiletí prodejním šlágrem firmy.
Po smrti Karla Fichtela v roce 1911 převzal Sachs vedení celé firmy. Ještě před první světovou válkou firma zřídila dva další výrobní závody, jeden v roce 1913 v českém Černýši (tehdy německy zvaném Tschirnitz a. d. Eger) a v Lancasteru v americké Pensylvánii. Přechod na zbrojní výrobu během války přinesl do roku 1918 obrovské zisky. V době největšího vrcholu zaměstnávala firma 8000 lidí. V roce 1923 se změnila na akciovou společnost.
V období Výmarské republiky byl politicky blízko národně liberální Německé lidové straně. Ve firmě vládl jako skutečný patriarcha. Protože němečtí výrobci ložisek čelili koncem dvacátých let 20. století tlaku švédského koncernu SKF a situace již byla neudržitelná, prodal v roce 1929 část firmy vyrábějící ložiska nově založené společnosti Vereinigten Kugellagerfabriken AG, ve které se stal předsedou dozorčí rady.
Sachs vyplatil z výnosu z tohoto prodeje podíly Fichtelových dědiců, manželky a dětí a investoval do nového vývoje spojek a tlumičů. Tyto produkty upevnily pozici Fichtel & Sachs AG jako významného dodavatele automobilového průmyslu. Poslední ze Sachsem vyvíjených novinek byl lehký dvoutaktní motocyklový motor z roku 1932, kterým osazovala své malé motocykly převážná většina předních výrobců. Téměř uprostřed Velké hospodářské krize zemřel Ernst Sachs v roce 1932 ve věku 64 let na leukémii. Jeho pohřeb byl podobný státnímu pohřbu, ulice Schweinfurtu lemovaly tisíce lidí, rakev na voze taženém čtyřspřežím projela městem až na hlavní hřbitov, kde Sachsův syn Willy předtím nechal postavit monumentální rodinnou hrobku.
Ernst Sachs byl dědem Ernsta Wilhelma, Guntera a Petera Sachse. Byl také jedním ze zakládajících členů říšského Svazu německých výrobců motorových vozidel.